# La Galissonnière (lớp tàu tuần dương)
Lớp tàu tuần dương La Galissonnière là một nhóm sáu tàu tuần dương hạng nhẹ được đưa vào hoạt động cùng Hải quân Pháp trong những năm 1930. Chúng là những tàu tuần dương Pháp cuối cùng được hoàn tất trước Chiến tranh Thế giới thứ hai, cho đến khi hoàn tất chiếc De Grasse vào năm 1956. Chúng được xem là những tàu chiến nhanh, bền bỉ và thành công.
Hai chiếc trong lớp, Georges Leygues và Montcalm, vào cuối tháng 9 năm 1940, đã tham gia vào việc phòng thủ Dakar chống lại một nỗ lực vô hiệu của lực lượng Anh và Pháp Tự do nhằm chiếm lấy căn cứ hải quân quan trọng tại Tây Phi nằm trong quyền kiểm soát của phe Vichy Pháp. Cùng với chiếc Gloire, chúng gia nhập lực lượng Đồng Minh sau khi diễn ra cuộc đổ bộ lên Bắc Phi vào tháng 11 năm 1942. Ba chiếc khác trong lớp La Galissoniere ở lại dưới quyền của phe Vichy tại Toulon, và bị đắnh đắm tại đây vào ngày 27 tháng 11 năm 1942.
Sau khi được Hoa Kỳ giúp đỡ tái trang bị, Georges Leygues, Montcalm và Gloire tham gia nhiều chiến dịch của phe Đồng Minh, như hỗ trợ cho cuộc Đổ bộ Normandy vào năm 1944. Sau chiến tranh, chúng thay nhau lần lượt đảm trách vai trò soái hạm của Hải đội Địa Trung Hải Pháp, và tham gia nhiều hoạt động ngoài khơi Đông Dương cho đến năm 1954, sau đó tại Algérie và ngoài khơi Ai Cập trong vụ Khủng hoảng kênh đào Suez. Chúng được tháo dỡ trong giai đoạn từ năm 1958 đến năm 1970.

## Bối cảnh
Sau Chiến tranh Thế giới thứ nhất, Hải quân Pháp còn lại một số ít tàu tuần dương hạng nhẹ đã cũ, được chế tạo vào cuối thế kỷ 19-đầu thế kỷ 20, và đã hao mòn qua chiến tranh. Họ nhận được thêm chiếc tàu tuần dương nhỏ Novara của Áo-Hung và bốn tàu tuần dương hạng nhẹ của Đức là Kolberg, Stralsund, Regensburg và Königsberg như những chiến lợi phẩm bồi thường cho những thiệt hại trong chiến tranh. Chúng được đổi tên theo những thị trấn trong vùng Alsace-Lorraine, tương ứng thành Thionville, Colmar, Mulhouse, Strasbourg và Metz. Những chiếc này được trang bị chín khẩu pháo 100 mm cho Thionville, và từ sáu đến tám khẩu pháo 150 mm cho những chiếc kia, tải trọng 4.000 tấn cho Thionville và 5.000 đến 7.000 tấn cho những chiếc kia, và tốc độ đạt được 26-27 knot. Chúng được rút khỏi hoạt động thường trực của hạm đội vào cuối những năm 1920 hay đầu những năm 1930.
Sau khi cân nhắc đến việc chế tạo tàu tuần dương hạng nhẹ tải trọng 5.200 tấn và trang bị pháo 5,5 inch (138,6 mm), có khả năng đạt vận tốc 36 knot vào năm 1920; ngân sách đã được thông qua trong tài khóa 1922 để đóng ba chiếc thuộc lớp tàu tuần dương Duguay-Trouin, còn được gọi là những "tàu tuần dương 8.000 tấn", được hạ thủy vào những năm 1923-1924. Chúng có bốn tháp pháo nòng đôi và lựa chọn cỡ nòng pháo 155 mm (6,1 inch), vốn được Lục quân Pháp sử dụng thường xuyên với ý định thuận tiện hơn trong việc cung cấp đạn dược. Với hầu như không có vỏ giáp bảo vệ, chúng đạt được tốc độ 34 knot.
Sau những thiệt hại trong chiến tranh, họ vẫn còn lại các tàu tuần dương bọc thép được chế tạo trong suốt những năm 1900, có từ bốn đến sáu ống khói, vốn đã lạc hậu ngay từ khi đưa ra hoạt động. Với dàn vũ khí bao gồm hai tháp pháo nòng đôi 194 mm cùng một số tháp pháo nòng đơn và tháp pháo ụ với cỡ thông dụng nhất là 167,4 mm, tốc độ 23 kn (43 km/h), đai giáp dày từ 90 đến 170 mm, và một trọng lượng choán nước 12.000 đến 14.000 tấn, chúng bị vượt trội hơn về hỏa lực so với các tàu đương thời của Anh hay Đức.
Vào đầu những năm 1910, có một xu hướng gia tăng tải trọng và vũ khí trên những chiếc tàu tuần dương bọc thép, vốn đã đưa đến lớp tàu tuần dương Minotaur của Anh cùng lớp Scharnhorst và chiếc SMS Blücher của Đức, có từ tám đến mười hai pháo 210 mm trên những "tàu tuần dương lớn" của Đức, hoặc bốn pháo 9,2 in (230 mm) và mười pháo 7,5 in (190 mm) trên những chiếc của Anh. Tuy nhiên, lần lượt Scharnhorst và Gneisenau đã bị đánh chìm trong Trận chiến quần đảo Falkland vào tháng 12 năm 1914 khi đối đầu với các tàu chiến-tuần dương HMS Invincible và HMS Inflexible, Blücher khi đụng độ với những chiếc lớp Lion trong Trận Dogger Bank vào tháng 1 năm 1915, còn HMS Defence bị mất bởi hỏa lực của SMS Lützow trong Trận Jutland vào ngày 31 tháng 5 năm 1916.
Hiệp ước Hải quân Washington năm 1922 đã đưa đến việc loại bỏ tàu tuần dương bọc thép khi bao gồm điều khoản giới hạn tải trọng tàu tuần dương ở mức 10.000 tấn và cỡ pháo của chúng không vượt quá 203 mm. Những giới hạn này được chọn lựa nhằm cho phép tiếp tục chế tạo tàu chiến mà thiết kế phù hợp với nhu cầu và nghiên cứu của hải quân các nước Mỹ và Nhật, cũng như cho phép Hải quân Hoàng gia Anh không phải tháo dỡ lớp tàu tuần dương Hawkins, có tải trọng 9.550-9.860 tấn, bảy khẩu pháo 7,5 inch (190,5 mm), được hoàn tất từ năm 1919 đến năm 1925.
Kinh nghiệm trong chiến tranh đã chứng tỏ tầm quan trọng trong việc bảo vệ an toàn các tuyến đường thương mại hàng hải chống lại sự cướp phá. Cho đến năm 1930, tất cả các bên tham gia Hiệp ước Hải quân Washington hầu như chỉ chế tạo các tàu tuần dương hạng nặng: Anh và Mỹ mỗi nước 15 chiếc, Nhật Bản 12 chiếc, và 7 chiếc mỗi nước cho Pháp và Ý. Các "tàu tuần dương hiệp ước" của Anh, Pháp và Ý mang tám khẩu pháo 203 mm trên bốn tháp pháo nòng đôi, nhưng lên đến chín hoặc mười khẩu pháo đối với những chiếc của Mỹ hay Nhật Bản. Chúng có tốc độ từ 30 đến 35 knot và một lớp vỏ giáp rất mỏng trên những chiếc được chế tạo đầu tiên, rồi chuyển sang một sự bảo vệ tốt hơn với tốc độ giảm đi đôi chút đối với các lớp tiếp theo. Trên chiếc tàu tuần dương hạng nặng đầu tiên được Hải quân Pháp chế tạo theo tiêu chuẩn "hiệp ước", chiếc Duquesne, trọng lượng của vỏ giáp là 430 tấn, và tốc độ tối đa mà nó đạt được khi chạy thử máy là 35,3 knot với công suất 126.919 mã lực. Đến chiếc tàu tuần dương cuối cùng, chiếc Algérie, trọng lượng của vỏ giáp là 2.657 tấn, tốc độ tối đa 33,2 knot và công suất 93.230 mã lực.
Bị chi phối bởi những điều khoản hạn chế tái vũ trang theo Hiệp ước Versaille, nhưng Đức lại không bị ràng buộc bởi những điều khoản của Hiệp ước Hải quân Washington, và từ năm 1926 đến năm 1928, Hải quân Đức đã đặt lườn ba tàu tuần dương lớp Karlsruhe với trọng lượng choán nước 6.650 tấn, trang bị ba tháp pháo 150 mm (5,9 in) ba nòng với tốc độ 30-32 knot, rồi đến năm 1929 là một kiểu cải tiến, chiếc Leipzig, với một động cơ diesel mạnh hơn và đai giáp được mở rộng với một trọng lượng choán nước hầu như tương đương (6.710 tấn).
Hải quân Anh xem những tàu tuần dương theo giới hạn "hiệp ước" là quá lớn so với nhu cầu của họ, nên vào năm 1927 đã bắt đầu chế tạo một kiểu tàu tuần dương mang pháo 8 inch hơi nhỏ hơn, lớp tàu tuần dương York, chỉ với sáu khẩu pháo 8 inch. Khi Hội nghị Hải quân London năm 1930 vừa khai mạc, Anh Quốc thông báo việc hủy bỏ kế hoạch lớp tàu tuần dương mang pháo 8 inch tiếp theo, trong khi chiếc đầu tiên của lớp tiếp theo được đóng có tải trọng 6.500 tấn và mang tám khẩu pháo 6 inch, đủ khả năng để đối đầu với Leipzig; đó chính là lớp Leander.
Hiệp ước Hải quân London đã đưa ra sự phân biệt giữa tàu tuần dương Kiểu A (thường được gọi là "tàu tuần dương hạng nặng"), với pháo có cỡ nòng trên 6,1 in (150 mm) (như dàn pháo chính của lớp tàu tuần dương Duguay Trouin) và cho đến 8 in (200 mm), và tàu tuần dương Kiểu B (thường được gọi là "tàu tuần dương hạng nhẹ") với pháo cỡ 6,1 inch hay nhỏ hơn. Nó đặt ra giới hạn số lượng tàu tuần dương Kiểu A cho mỗi nước tham gia hiệp ước bằng với số tàu đang hiện hữu, và chỉ cho phép thay thê chúng sau hai mươi năm kể từ lúc hoàn thành.
Vào năm 1926, Pháp bắt đầu đóng các lớp tàu khu trục mới Chacal, Guépard và Aigle, vốn vượt trội về tải trọng và hỏa lực so với các tàu khu trục đương thời. Để đối phó với mối đe dọa này, Ý quyết định đóng một lớp tàu tuần dương mới có kích cỡ trung gian giữa các lớp tàu khu trục mới của Pháp và tàu tuần dương vào thời đó. Bốn chiếc thuộc lớp Giussano (lớp phụ đầu tiên của lớp Condottieri) được đặt lườn vào năm 1928 và hoàn tất vào các năm 1931-1932, tuân thủ theo những giới hạn mới của Hiệp ước Hải quân London vừa được ký kết. Với trọng lượng choán nước khoảng 5.200 tấn, chúng được trang bị tám khẩu pháo 152 mm trên bốn tháp pháo nòng đôi, và có thể duy trì một tốc độ khá ấn tượng 37 knot, nhưng với một vỏ giáp không đáng kể và tầm hoạt động ngắn.
Một tàu tuần dương Pháp mới được đặt hàng vào năm 1926 và hạ thủy vào năm 1930, được thiết kế đặc biệt như một tàu huấn luyện cho học viên sĩ quan. Jeanne d'Arc cũng có cùng kiểu pháo 6,1 inch trên những tháp pháo nòng đôi như trên những chiếc lớp Duguay Trouin. Nhưng sau khi Hiệp ước Hải quân London có hiệu lực, một tàu tuần dương mới, Émile Bertin, được thiết kế để hoạt động như cả một tàu rải mìn lẫn soái hạm của chi hạm đội khu trục. Nó được trang bị một dàn pháo chính hoàn toàn mới cả về cỡ nòng pháo lẫn sự sắp xếp, chín khẩu 6 in (150 mm) trên ba tháp pháo ba nòng, là lần đầu tiên đối với Hải quân Pháp; và ba khẩu đội 90 mm nòng đôi cho dàn hỏa lực phòng không. Đạt đến 39,66 knot khi chạy thử máy với hệ thống động lực có công suất 137.908 mã lực, nó là chiếc tàu tuần dương Pháp nhanh nhất từng được chế tạo.
Tháp pháo ba nòng là một điều bất thường đối với Hải quân Pháp, vốn ưa chuộng tháp pháo nòng đôi trên các thiết giáp hạm và các tàu tuần dương ban đầu, hoặc kiểu tháp pháo bốn nòng. Vào năm 1910, Trưởng ban Chế tạo Hải quân Pháp đã thiết kế lớp thiết giáp hạm Normandie với ba tháp pháo bốn nòng, và tháp pháo bốn nòng cũng được sử dụng rộng rãi cho dàn pháo chính lẫn pháo hạng hai đa dụng của lớp thiết giáp hạm nhanh Dunkerque. Tháp pháo ba nòng vốn thông dụng trên các thiết giáp hạm của Ý một cách liên tục kể từ chiếc dreadnought đầu tiên được Ý chế tạo Dante Alighieri, cũng như đối với Nga, Đế quốc Áo-Hung, Hải quân Hoa Kỳ (kể từ lớp Nevada cho đến lớp Tennessee, và ngay cả với Hải quân Hoàng gia Anh với lớp Nelson. Đối với tàu tuần dương, tháp pháo ba nòng được sử dụng trên mọi lớp tàu tuần dương hạng nặng sau Hiệp ước Washington; trên các tàu tuần dương hạng nhẹ của Hải quân Đức và trên lớp "thiết giáp hạm bỏ túi" Deutschland.
Đây chính là căn bản của vũ khí trang bị cho Émile Bertin và sự bảo vệ cùng hệ thống động lực của chiếc Algérie vốn đã đưa đến thiết kế chiếc dẫn đầu cho lớp La Galissonnière, được hạ thủy vào tháng 11 năm 1933.
Hải quân Đế quốc Nhật Bản, cùng với đối thủ chính của họ tại Thái Bình Dương là Hải quân Hoa Kỳ, đều cùng quan tâm đến tàu tuần dương lớn, bất kể chúng được xếp loại là "hạng nặng" hay "hạng nhẹ". Nên trong Chương trình Chế tạo 1931, Nhật Bản đặt hàng chiếc đầu tiên của một lớp tàu tuần dương hạng nhẹ mới, lớp Mogami. Với mười lăm khẩu pháo 150 mm trên năm tháp pháo ba nòng và một tốc độ 37 knot, nó được công bố với một trọng lượng choán nước giả mạo chỉ có 8.500 tấn. Hải quân Mỹ đối phó lại bằng lớp Brooklyn với mười lăm khẩu pháo 152 mm, tốc độ 32,5 knot, nhưng với một trọng lượng choán nước chính xác hơn là 9.700 tấn. Những chiếc đầu tiên của lớp này được hạ thủy vào những năm 1937-1938. Hải quân Hoàng gia Anh cũng đặt lườn một lớp bốn tàu tuần dương hạng nhẹ thuộc lớp Arethusa, nhỏ hơn so với lớp Leander khi chỉ có sáu khẩu pháo 6 inch (152 mm). Chúng được hạ thủy vào giữa những năm 1934-1936. Phản ứng lại việc chế tạo các tàu tuần dương lớn của Nhật và Mỹ, Anh Quốc đã hủy bỏ việc đóng một số chiếc thuộc các lớp Leander và Arethusa. Hai chiếc tàu tuần dương lớn đầu tiên của Anh, sau những bản vẽ sơ thảo được đặt tên là lớp Minotaur, cuối cùng trở thành lớp Town và được hạ thủy vào năm 1936. Chúng được trang bị mười hai khẩu pháo 6 inch (152 mm) trên bốn tháp pháo ba nòng cùng các thiết bị phóng máy bay giữa tàu, có tốc độ 32 knot và suýt soát với ngưỡng giới hạn 10.000 tấn trọng lượng choán nước.
Ba chiếc De Grasse, Guichen và Chateaurenault được chấp thuận chế tạo không lâu trước chiến tranh như là lớp La Galissonniere được cải tiến với trọng lượng choán nước 8.000 tấn, cùng loại vũ khí và cách sắp xếp ba tháp pháo 152 mm ba nòng gồm hai phía trước và một phía sau, và ba tháp pháo nòng đôi phòng không 90 mm gồm một trên trục giữa và hai bên mạn. Thiết bị máy bay gồm hai máy phóng, cần cẩu và hầm chứa có thể mang theo 3-4 thủy phi cơ, được bố trí giữa tàu phía sau một ống khói lớn duy nhất. Chúng dự định có một hệ thống động lực mạnh mẽ hơn, công suất 110.000 mã lực, để đạt đến tốc độ 35 knot. Kiểu dáng với một tháp cấu trúc thượng tầng lớn phía trước chịu ảnh hưởng từ thiết kế của tàu tuần dương Algérie. Tuy nhiên, chỉ có chiếc dẫn đầu được đặt lườn tại Xưởng hải quân Lorient, và công việc bị ngừng lại cho chiến tranh. Con tàu được hạ thủy vào năm 1946 và chỉ hoàn tất vào năm 1956 theo một thiết kế tàu tuần dương phòng không De Grasse (C 610).

## Thiết kế
Rõ ràng là rất khó để so sánh lớp tàu tuần dương La Galissonière với những tàu tuần dương Kiểu B theo chuẩn Hiệp ước London vì chúng rất khác nhau về tải trọng, vũ khí và vỏ giáp, từ lớp Dido của Anh, lớp Atlanta của Hoa Kỳ hay lớp Giussano của Ý với trọng lượng choán nước 6.000 t (5.900 tấn Anh) hay ít hơn, trang bị những cỡ nòng pháo khác nhau đôi khi nhỏ hơn 152 mm; cho đến những tàu tuần dương hạng nhẹ lớn Duca degli Abruzzi, Brooklyn hay Town với trọng lượng khoảng 10.000 tấn và có từ mười đến mười lăm pháo 152 mm.
Với một trọng lượng choán nước tiêu chuẩn 7.500 tấn và chín khẩu pháo 152 mm, lớp tàu tuần dương La Galissonière thuộc về một hạng ở khoảng trung gian, so sánh được với các tàu tuần dương hạng nhẹ Nürnberg cuối cùng của Hải quân Đức (một phiên bản cải tiến của chiếc Leipzig), Montecuccoli của Ý (từ một phiên bản trung gian của lớp Condottieri), hay những chiếc lớp Fiji mang chín khẩu pháo, một phiên bản rút gọn của lớp tàu tuần dương Town.
Trọng lượng choán nước của các tàu tuần dương Pháp vào khoảng 7.000-9.000 tấn, vẫn đủ để mang được vỏ giáp mạnh và vũ khí nặng, trong khi vẫn duy trì được tốc độ tốt. Dàn pháo chính, với ba tháp pháo ba nòng, tập trung một hỏa lực mạnh trên một lườn tàu tương đối ngắn. Với trọng lượng choán nước ở lớp 7.000 tấn, giống như nhóm thứ ba của lớp Condottieri gồm các chiếc Attendolo và Montecuccoli. Trong khi Condottieri có bốn tháp pháo và tám khẩu pháo 152 mm, những chiếc tàu Pháp có ba tháp pháo và chín khẩu pháo. Như ta đã thấy bên trên, việc áp dụng rộng rãi tháp pháo ba nòng đã cho phép, ví dụ như các tàu tuần dương Hải quân Hoa Kỳ, có chín khẩu pháo 203 mm hoặc thậm chí mười lăm khẩu 152 mm, trên một lườn tàu 10.000 tấn; hoặc như trên các tàu tuần dương hạng nhẹ của Đức, chín khẩu pháo 5,9 inch (150 mm) với trọng lượng choán nước dưới 7.000 tấn.
Dàn pháo chính được trang bị kiểu hải pháo 152 mm/55 Modèle 1930 mạnh mẽ, vốn là kiểu duy nhất với cỡ nòng 152 mm (6,0 in) được Pháp chế tạo. Cho dù có cỡ nòng nhỏ hơn, kiểu pháo này mạnh mẽ hơn so với cỡ pháo 155 mm trước đó, có khả năng bắn xa 26.300 m (28.800 yd) với đầu đạn pháo nặng 57,17 kg (126,0 lb) ở lưu tốc đầu đạn 870 m/s (2.854 f/s). Loại vũ khí này thậm chí còn có thể bắn đầu đạn pháo xuyên thép (AP) Hoa Kỳ nặng 58,8 kg (130 lb) đi xa 26.960 m (29.480 yd), trong khi một khẩu pháo 152 mm tiêu biểu của Anh UK nặng 50,8 kg (112 lb) chỉ đạt tầm xa tối đa 23.000 m (25.000 yd). Với đầu đạn AP này của Mỹ, nó có khả năng xuyên thủng thép tấm dày 122 mm (4,8 in) mm ở khoảng cách 9.970 m (10.900 yd), mạnh đáng kể khi so sánh với pháo 152 thông thường. Phiên bản đa dụng của loại vũ khí này được sử dụng cho lớp thiết giáp hạm Richelieu nhưng không mấy thành công do tốc độ bắn tương đối chậm đối với mục đích phòng không. Bệ pháo trang bị cho tàu tuần dương thuộc Model 1930, nặng 169,3 t (166,6 tấn Anh); tốc độ bắn của chúng là một phát mỗi 12 giây (5 phát mỗi phút). Do cuộc tranh đua chủ yếu nhắm vào phía Ý, kiểu vũ khí này tốt hơn đáng kể so với pháo 152 mm/55 cal mà nhóm cuối của lớp Condottieri và lớp Littorio trang bị, với tầm xa chỉ đạt 25.700 m (28.100 yd) mặc dù có trọng lượng nặng hơn (57,17 kg so với 50 kg). Đối với nhóm đầu của lớp tàu tuần dương Condottieri, ưu thế rõ rệt hơn đáng kể, vì kiểu pháo 152 mm/35 cal có tầm xa tối đa 22.000–24.000 m (24.000–26.000 yd) và bị phân tán đáng kể. Nguồn Nawveapons.com cho rằng kiểu pháo 152 mm Model 1930 nhìn chung là một thiết kế khá thành công, ít nhất ở khía cạnh bố trí cho mục đích đơn trên tàu tuần dương, không chỉ đơn thuần dựa vào số liệu lý thuyết, ngay cả khi tốc độ bắn tương đối chậm.
Dàn vũ khí hạng hai cũng khá bất thường so với truyền thống của Hải quân Pháp: pháo 90 mm/50 cal Kiểu 1926. Đây là kiểu vũ khí được cải tiến dựa trên kiểu pháo 75 mm cũ, với bệ nòng đơn hoặc nòng đôi. Những chiếc trong lớp La Galissonnière được trang bị bốn khẩu đội nòng đôi. Vào lúc đó, loại vũ khí này rất mạnh mẽ cho dù chúng bắn ra đầu đạn pháo nhẹ hơn so với loại pháo 90 mm sau này. Chúng bắn ra đạn pháo nặng 9,5 kg (21 lb) với tốc độ bắn 12-15 phát mỗi phút, đạt tầm xa tối đa 15.440 m (16.890 yd) ở góc nâng 45°, và trần bắn tối đa 10.600 m (11.600 yd) khi sử dụng làm vũ khí phòng không ở góc nâng 80°. Các con tàu cũng được trang bị hai dàn phóng ngư lôi nòng đôi hai bên mạn giữa tàu. Ngư lôi thuộc kiểu 23 DT, kích cỡ 550 mm (22 in), được đưa vào phục vụ kể từ năm 1925, nặng 2.068 kg (4.559 lb), dài 8,28 m (27,2 ft), mang đầu đạn chứa 310 kg (680 lb) thuốc nổ TNT; chúng có tầm xa tối đa 9.000 m (9.800 yd) ở tốc độ 39 kn (72 km/h) và 13.000 m (14.000 yd) ở tốc độ 35 kn (65 km/h). Trang bị dành cho máy bay gồm hầm chứa và cần cẩu đặt ở đuôi tàu cùng một máy phóng đặt bên trên tháp pháo 152 mm phía sau, có thể chứa cho đến bốn thủy phi cơ Loire 130.
Giống như mọi tàu chiến Pháp hoàn thành trước chiến tranh, dàn hỏa lực phòng không tầm gần ban đầu của chúng khá yếu, chỉ với bốn khẩu pháo 37 mm nòng đôi và sáu súng máy 13,2 mm hai nòng. Chúng được bổ sung vào năm 1941 thêm một pháo 37 mm, một pháo 25 mm nòng đôi và hai súng máy Hotschkiss 13,2 mm hai nòng. Dưới sự giúp đỡ của Hoa Kỳ vào năm 1943, ba chiếc tàu tuần dương còn lại Georges Leygues, Montcalm và Gloire được tháo dỡ các thiết bị phóng máy bay cùng các vũ khí phòng không ban đầu, được thay thế bởi sáu khẩu đội phòng không Bofors 40 mm bốn nòng cùng hai mươi khẩu Oerlikon 20 mm nòng đơn.
Vỏ giáp của chúng dày hơn so với nhiều tàu tuần dương khác vào thời đó, ví dụ như lớp Condottieri của Ý, đủ mạnh để chịu đựng hỏa lực từ một tàu tuần dương khác. Đai giáp và lớp giáp sàn tàu dày hơn đáng kể so với thông thường. Nhóm III của lớp Condottieri chỉ có đai giáp dày 60 mm (2,4 in) và sàn tàu dày 30 mm (1,2 in), trong khi lớp La Galissonnière có đai giáp dày đến 75–105 mm (3,0–4,1 in) và sàn tàu dày 37–50 mm (1,5–2,0 in). Lớp giáp này đủ để chống đỡ đạn pháo 152 mm (6,0 in) từ khoảng cách chiến đấu, trong khi đối thủ Ý không thể làm được điều tương tự với một vỏ giáp nhẹ đánh đổi lấy tốc độ tốt nhất. Chỉ có nhóm cuối cùng của Condottieri là vượt trội, với trọng lượng choán nước 9.100 tấn (20% lớn hơn so với các tàu Pháp), với 10 khẩu pháo và đai giáp dày 130 mm (5,1 in), được cho là cùng có thể chịu đựng đạn pháo 152 mm, nhưng chúng chỉ có hai chiếc; dù sao, chưa bao giờ những chiếc tàu chiến mạnh mẽ này đối đầu với nhau. Nhưng đai giáp dày 105 mm của lớp La Galissonnière đều dày hơn so với chiếc Nürnberg (50 mm) của Đức, lớp Dido (76,2 mm) hay lớp Crown Colony (88 mm) của Anh, và tương đương với lớp Leander. Việc bảo vệ tháp pháo, với lớp giáp dày 100 mm (3,9 in) ở mặt trước và 50 mm (2,0 in) trên các mặt hông, mặt sau và nóc, cũng tốt hơn các tàu tuần dương khác có trọng lượng tương đương (1.25 inch của Nürnberg, 1 inch của Dido, 2 inch đối với Town hay Crown Colony), ngoại trừ vỏ giáp 3 đến 5 inch trên lớp Brooklyn của Hoa Kỳ.
Hệ thống động lực được cung cấp bởi bốn nồi hơi Indret và bốn turbine hơi nước, gồm turbine của hãng Parsons trên những chiếc La Galissonnière, Georges Leygues và Montcalm hoặc của hãng Rateau Bretagne trên những chiếc Jean de Vienne, Marseillaise và Gloire; chúng dẫn động hai trục chân vịt, có công suất 84.000 shp (63.000 kW). Chúng dễ dàng duy trì một tốc độ 31–32 kn (57–59 km/h), và tất cả đều vượt hơn tốc độ thiết kế 33 kn (61 km/h) khi chạy thử máy. Trong một chuyến đi chạy thử máy, Marseillaise đã đạt được tốc độ trung bình 34,98 kn (64,78 km/h) trong tám giờ và đạt đến 35,39 kn (65,54 km/h) vào giờ thứ chín. Vào cuối chiến tranh, chúng vẫn dễ dàng đạt được tốc độ 32 kn (59 km/h) với trọng lượng choán nước đầy tải lên đến 10.850 t (10.680 tấn Anh). Tầm xa hoạt động 5.500 nmi (10.200 km) ở tốc độ đường trường 18 kn (33 km/h) tốt hơn đáng kể so với các đối thủ Condottieri vốn chỉ đạt khoảng 3.800 nmi (7.000 km) ở tốc độ đường trường 18 kn (33 km/h); chúng tương đương với các tàu tuần dương hạng nhẹ Anh và Đức về tốc độ và bán kính hoạt động, ngoại trừ các lớp Leander và Arethusa vốn có tầm xa hoạt động vượt trội lên đến 12.000 nmi (22.000 km).

## Những chiếc trong lớp
| Tàu              | Đặt lườn             | Hạ thủy              | Hoạt động            | Số phận                                                               |
| La Galissonnière | 15 tháng 12 năm 1931 | 18 tháng 11 năm 1933 | 1 tháng 1 năm 1936   | Bị đánh đắm tại Toulon, 27 tháng 11 năm 1942                          |
| Montcalm         | 15 tháng 11 năm 1933 | 26 tháng 10 năm 1935 | 15 tháng 11 năm 1937 | Ngừng hoạt động 1 tháng 5 năm 1957, bán để tháo dỡ 1970               |
| Georges Leygues  | 21 tháng 9 năm 1933  | 24 tháng 3 năm 1936  | 15 tháng 11 năm 1937 | Ngừng hoạt động 1 tháng 5 năm 1957; bán để tháo dỡ tháng 11 năm 1959  |
| Jean de Vienne   | 20 tháng 12 năm 1931 | 31 tháng 7 năm 1935  | 10 tháng 2 năm 1937  | Bị đánh đắm tại Toulon, 27 tháng 11 năm 1942                          |
| Marseillaise     | 23 tháng 10 năm 1933 | 17 tháng 7 năm 1935  | 10 tháng 10 năm 1937 | Bị đánh đắm tại Toulon, 27 tháng 11 năm 1942                          |
| Gloire           | 13 tháng 11 năm 1933 | 28 tháng 9 năm 1935  | 15 tháng 11 năm 1937 | Ngừng hoạt động 1 tháng 2 năm 1955; bán để tháo dỡ 2 tháng 1 năm 1958 |

## Lịch sử hoạt động
Khi hoàn tất, La Galissonnière, Jean de Vienne và Marseillaise hình thành nên Hải đội Tuần dương 3, với Marseillaise đảm nhiệm vai trò soái hạm của hải đội, và đặt căn cứ tại Bizerte. Georges Leygues, Montcalm và Gloire hợp thành Hải đội Tuần dương 4 có Georges Leygues làm soái hạm và được phối thuộc cho Hạm đội Đại Tây Dương đặt căn cứ tại Brest. Hải đội Tuần dương 4 tiến hành chuyến đi thử nghiệm sức chịu đựng đến Đông Dương từ tháng 12 năm 1937 đến tháng 4 năm 1938, và đã đại diện cho Pháp tại Hội chợ Quốc tế New York vào tháng 7 năm 1939.
Trong cuộc Chiến tranh Giả vờ, Hải đội Tuần dương 4 được đưa về Lực lượng Bắn phá, một hải đội tàu chiến nhanh dưới quyền Đô đốc Marcel-Bruno Gensoul, vốn còn bao gồm các thiết giáp hạm nhanh Dunkerque và Strasbourg, các tàu tuần dương hạng nặng và tàu khu trục lớn, đặt căn cứ tại Brest. Hải đội này tham gia đảm bảo an toàn cho các đoàn tàu vận tải vượt Đại Tây Dương, và đã truy tìm nhưng không thành công các tàu cướp tàu buôn Đức. Vì Ý tiếp tục giữ trung lập tại Địa Trung Hải, Marseillaise và Jean de Vienne tham gia vận chuyển đến Canada một phần dự trữ vàng của Ngân hàng Pháp Quốc vào tháng 12 năm 1939 và vận chuyển binh lính tại Địa Trung Hải vào tháng 3 năm 1940.
Đến tháng 4 năm 1940, do tàu tuần dương Émile Bertin bị hư hại bởi cuộc tấn công của Không quân Đức ngoài khơi Na Uy, Montcalm thay thế cho nó, và đã tham gia cuộc triệt thoái trong chiến dịch Namsos. Đối diện với thái độ ngày càng không minh bạch của Ý, vào tháng 4 năm 1940, Lực lượng Bắn phá được gửi đến Địa Trung Hải, khi các hải đội tuần dương 3 và 4 được đặt căn cứ tại Algiers. Sau khi Ý tham chiến vào tháng 6, chúng đã xuất trận hai lần truy đuổi nhưng không thành công các tàu tuần dương Ý.
Vào ngày 3 tháng 7 năm 1940, Lực lượng H của Anh dưới quyền Đô đốc James Somerville được gửi đến Mers-el-Kebir. Do Bộ Hải quân Pháp gửi một bức điện vô tuyến bằng bạch văn ra lệnh cho các tàu tuần dương tại Algiers sáp nhập cùng hải đội thiết giáp hạm ngoài khơi Mers-el-Kebir, Bộ Hải quân Anh cảnh báo Somerville, hối thúc ông kết thúc việc thương lượng với Đô đốc Gensoul và nổ súng. Vì vậy, sáu chiếc tàu tuần dương buộc phải đổi hướng về phía Toulon, đến nơi vào ngày hôm sau.
Hai tháng sau, Chính phủ Vichy thỏa thuận với Ủy ban Đình chiến Đức gửi Hải đội Tuần dương 4 gồm Georges Leygues, Montcalm và Gloire cùng ba tàu khu trục lớn đến Libreville nhằm đối đầu với Lực lượng Pháp Tự do vốn đã chiếm quyền kiểm soát các lãnh thổ Châu Phi Xích đạo thuộc Pháp ngoại trừ Gabon. Vì chiếc tàu chở dầu Tarn, có tàu tuần dương Primauguet hộ tống, bị các tàu chiến Anh chặn lại tại Bight of Benin và bị buộc hướng đến Casablanca, việc tiếp dầu cho các con tàu không thể tiến hành tại Libreville, và hải đội tuần dương Pháp buộc phải quay trở lại Dakar. Bị chậm lại do gặp trục trặc cơ khí, Gloire bị các tàu tuần dương Anh ngăn chặn, và chỉ cho phép đi đến Casablanca, trong khi Georges Leygues và Montcalm đi đến Dakar hết tốc độ, và tham gia việc phòng thủ tại đây chống lại Chiến dịch Menace. Chúng ở lại đây cho đến năm 1943, có Gloire tham gia trở lại vào tháng 3 năm 1941. Từ ngày 15 đến ngày 25 tháng 9 năm 1942, Gloire được gửi đi trợ giúp cứu vớt những người còn sống sót trên chiếc tàu chở binh lính Anh Laconia bị tàu ngầm U-boat Đức U-156 phóng ngư lôi đánh chìm.
Tại Toulon, hai trong số ba tàu tuần dương thuộc Hải đội Tuần dương 3 La Galissonnière và Marseillaise được đưa về một đơn vị gọi là Lực lượng Biển khơi; Marseillaise sau đó được thay thế bởi Jean de Vienne vào ngày 15 tháng 3 năm 1941. Lực lượng này hầu như không đi ra biển do bị thiếu hụt nhiên liệu, ngoài trừ một lần vào tháng 11 năm 1940 để hỗ trợ cho việc quay về Toulon của thiết giáp hạm Provence, vốn bị hư hại nặng bởi hỏa lực pháo của Anh vào tháng 7 năm 1940. Đến tháng 1 năm 1942, Jean de Vienne được gửi đi trợ giúp cứu vớt chiếc tàu biển chở hành khách Lamoriciere, vốn bị đắm trong một cơn giông tố mùa Đông ngoài khơi quần đảo Balearic, khiến hơn 300 người thiệt mạng.
Sau khi phe Đồng Minh đổ bộ thành công lên Maroc và Algérie, vào tháng 11 năm 1942, Đức xâm chiếm vùng tự do của Pháp và tìm cách chiếm các tàu chiến Pháp tại Toulon. Tuy nhiên, ba chiếc còn lại thuộc lớp La Galissonnière là La Galissonnière, Marseillaise và Jean de Vienne, giống như hầu hết con tàu đặt căn cứ tại Toulon, đã bị đánh đắm vào ngày 27 tháng 11 năm 1942. Đến năm 1943, Hải quân Ý tìm cách cho nổi trở lại Jean de Vienne và La Galissonnière, đổi tên chúng thành FR11 và FR12 tương ứng. Tuy nhiên, dự định sáp nhập các con tàu trước đây của Pháp vào lực lượng của mình không thể thực hiện do tình trạng thiếu hụt nhiên liệu triền miên của Ý. Vào năm 1944, sau khi Ý đầu hàng, phía Đức chuyển các con tàu cho chính phủ Vichy, nhưng chúng lại bị máy bay ném bom Đồng Minh đánh chìm: Jean de Vienne vào ngày 24 tháng 11 năm 1943 và La Galissonnière vào ngày 18 tháng 4 năm 1944. Cả hai đều bị tháo dỡ sau chiến tranh.
Giống như mọi tàu chiến Pháp ở lại Châu Phi và Antilles thuộc Pháp, Georges Leygues, Montcalm và Gloire gia nhập lực lượng Đồng Minh. Từ tháng 2 năm 1943, xuất phát từ căn cứ tại Dakar, Georges Leygues tiến hành tuần tra tại khu vực trung Đại Tây Dương, và vào ngày 13 tháng 4 đã đánh chặn chiếc tàu vượt phong tỏa Đức Portland. Cũng trong tháng 2 năm 1943, Montcalm được gửi đến Philadelphia để tái trang bị dưới sự trợ giúp của Hoa Kỳ; Gloire được gửi sang Brooklyn từ tháng 7 đến tháng 11 năm 1943 và Georges Leygues được gửi sang Philadelphia từ tháng 7 đến tháng 10 năm 1943. Các thiết bị phóng máy bay của chúng được tháo dỡ, và được bổ sung vũ khí phòng không mới bắn nhanh tầm ngắn. Được gửi đến Địa Trung Hải, Montcalm hỗ trợ cho chiến dịch giải phóng Corse vào tháng 9 năm 1943 trong khi Gloire tiến hành bắn phá bờ biển tại vịnh Gaeta vào đầu năm 1944.
Georges Leygues và Montcalm hỗ trợ cho cuộc đổ bộ Normandy của Đồng Minh vào ngày 6 tháng 6 năm 1944, rồi cùng với Gloire tham gia cuộc đổ bộ Provence vào ngày 15 tháng 8. Georges Leygues khải hoàn quay trở về Toulon vào ngày 13 tháng 9 năm 1944, treo lá cờ hiệu của Tổng tư lệnh Hải quân, Phó đô đốc André Lemonnier, vị chỉ huy của nó khi con tàu rời Toulon và chiến đấu tại Dakar vào năm 1940. Cho đến tháng 4 năm 1945, ba chiếc tàu tuần dương nằm trong thành phần của hải đội được gọi là Lực lượng Sườn, hoạt động ngoài khơi bờ biển Địa Trung Hải bên bờ phía Tây Riviera thuộc Ý.
Kể từ năm 1945, chúng thực hiện nhiều nhiệm vụ khác nhau đến Đông Dương, và sau năm 1954 ngoài khơi bờ biển Algérie. Gloire là soái hạm của Hải đội Địa Trung Hải Pháp trong giai đoạn 1951-1952, Montcalm từ tháng 10 năm 1952 đến 6 tháng 6 năm 1954 còn Georges Leygues trong giai đoạn sau đó. Georges Leygues cũng phục vụ như là soái hạm của Lực lượng Can thiệp cho các chiến dịch ngoài khơi Ai Cập trong vụ Khủng hoảng kênh đào Suez, tiến hành bắn phá Rafah vào ngày 1 tháng 11 năm 1956 và hỗ trợ cho cuộc đổ bộ lên Port-Saïd.
Gloire và Georges Leygues bị tháo dỡ vào các năm 1958 và 1959 tương ứng, còn Montcalm bị tháo dỡ vào năm 1970